# السبب المشكوك فيه
السبب المشكوك فيه (بالإنجليزية:  questionable cause)‏ - المعروف أيضًا باسم المغالطة السببية  (بالإنجليزية: causal fallacy)‏ أو السبب الخاطئ (بالإنجليزية: false cause)‏ أو اعتبار ما ليس بعلة علة (بالإنجليزية: non-cause for cause)‏ (من اللاتينية (باللاتينية: non causa pro causa)) - هي فئة من المغالطات غير الصورية والتي يحدد السبب بشكل غير صحيح. وتعد كإحدى حجج السوفسطائيين التي تتلخص في استخدام سبب غير السبب الحقيقي في الإستدلال.
يمكن إعطاء مثال يوضح بوضوح السبب الخاطئ، في كل مرة أذهب للنوم، تغرب الشمس. لذلك، ذهابي إلى النوم يسبب غروب الشمس.
تتضمن مغالطات السبب المشكوك فيه ما يلي:
- دائرة السبب والنتيجة
- الارتباط لا يقتضي السببية
  - مع هذا وبالتالي بسبب هذا
  - بعد هذا وبالتالي بسبب هذا
  - العامل الثالث (المتغير السببي المشترك)
  - السببية العكسية
- مغالطة السبب الأحادي
- مغالطة التراجع
- مغالطة قناص تكساس
- القفز إلى الاستنتاجات
- مغالطة الرابطة
- اختزال إلى هتلر
- ذنب بالارتباط

## وصلات خارجية
- Non causa pro causa in the Fallacy Files by Gary N. Curtis